# Saint-Sauveur, Haute-Garonne

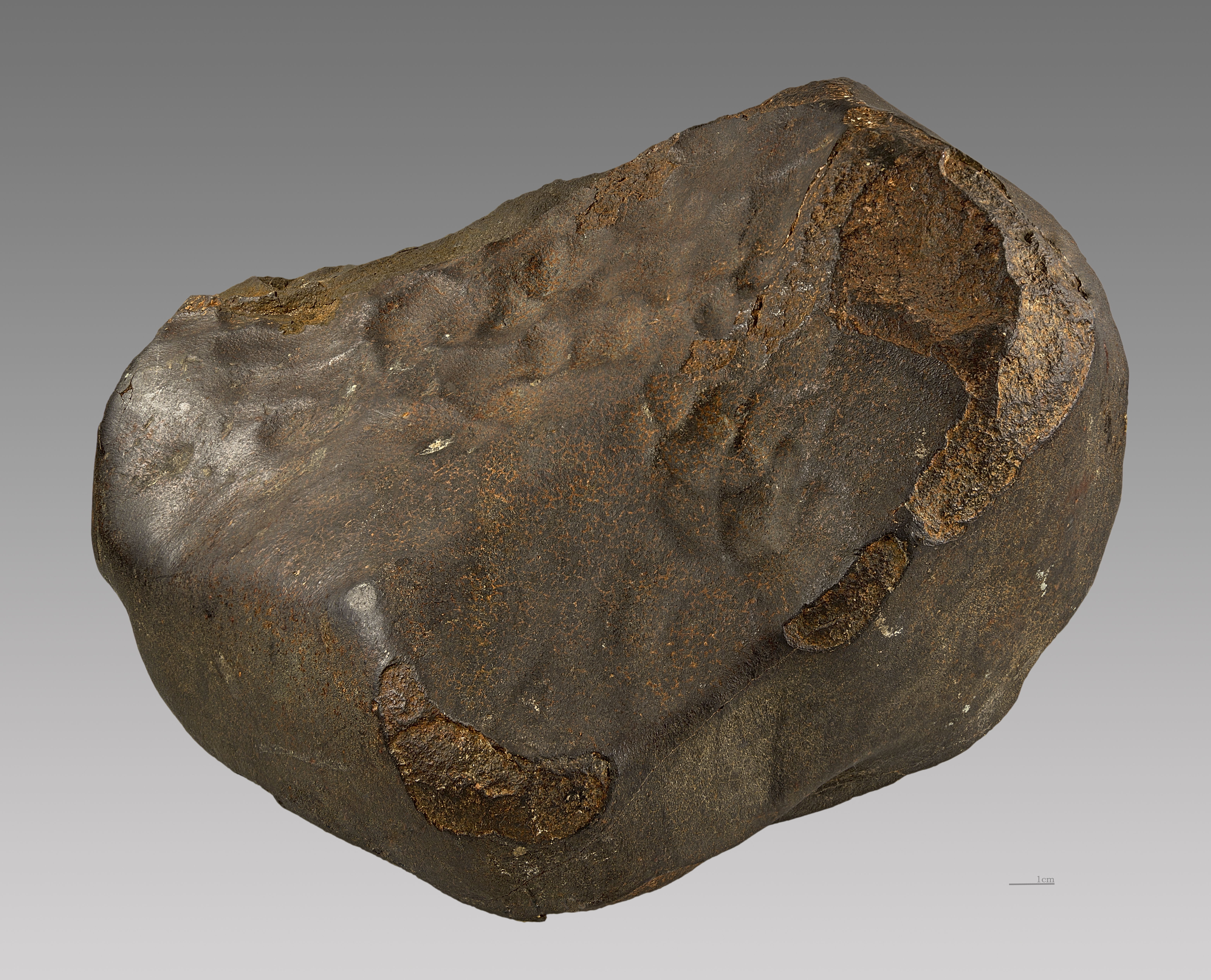
Chondrite EH5 « Saint-Sauveur »

Saint-Sauveur är en kommun i departementet Haute-Garonne i regionen Occitanien i södra Frankrike. Kommunen ligger i kantonen Fronton som tillhör arrondissementet Toulouse. År 2022 hade Saint-Sauveur 2 235 invånare.

## Befolkningsutveckling
Antalet invånare i kommunen Saint-Sauveur
Referens:INSEE